# Darkover
Der Planet Darkover ist Schauplatz von Science-Fiction- beziehungsweise Fantasy-Erzählungen der US-amerikanischen Schriftstellerin Marion Zimmer Bradley. In ihrem fiktiven Darkover-Universum, das als ihre umfangreichste Arbeit und ihr Lebenswerk gilt, sind telepathische und andere sogenannte parapsychologische Phänomene von zentraler Bedeutung. Die erste Darkover-Geschichte war die Erzählung Retter des Planeten (The Planet Savers, 1962). Bis zu ihrem Tod schrieb Bradley 21 Darkover-Romane. Zudem war sie Herausgeberin zahlreicher Anthologien mit Kurzgeschichten von Drittautoren, die im Darkover-Universum angesiedelt sind. Nach eigenem Bekunden nahm sie dabei weniger die Rolle einer Erfinderin als vielmehr die einer Erforscherin des Planeten und seiner Geschichte ein: „Ich habe Darkover nicht erfunden, ich habe es entdeckt.“

## Wichtige Herrscherfamilien auf Darkover
Auf Darkover herrscht eine Aristokratie. Es gibt sieben Familien des Hochadels auf Darkover, auch Comyn genannt, welche die Herrscherkaste bilden. Die Comyn verfügen über Laran, PSI-Kräfte, insbesondere Telepathie. Jede Familie besitzt zudem eine besondere PSI-Gabe, die Donas (Gabe) der Familie:
- Die Hastur von Elhalyn: Laran vielfältige Zukunftsschau
- Die Hastur von Hastur: Laran lebende Matrix
- Die Ardais: Laran Katalysator
- Die Aillard: Laran unbekannt (vermutet wird die Kreisgabe)
- Die Alton: Laran erzwungener Rapport und Befehlsstimme
- Die Ridenow von Serrais: Laran Empathie
- Die Aldaran: Laran genauere Zukunftsschau

Neben diesem Hochadel gibt es auch niedere Adelsgeschlechter, die meist Vasallen eines der Comyn-Häuser sind. Viele dieser niederen Adelsgeschlechter haben eigene Laran-Gaben:
- Die MacAran: Laran Tierkommunikation
- Die Delleray: Laran Finden von Personen
- Die Deslucido: Laran Lügen unter dem Wahrheitsbann (ausgestorben)
- Die Leynier: Laran Gestaltenwandlung
- Die Lanart
- Die Castamir
- Die DiAsturien (auch d'Asturien)
- Die Hammerfell
- Die Harksell: Laran Vorausschau
- Die Rockraven: Laran Wetterbeeinflussung
- Die Storn: Laran Wetterbeeinflussung
- Die Syrtis: Laran Empathie/seit Danilo Syrtis auch Katalysator

## Geographie und Wetter auf Darkover

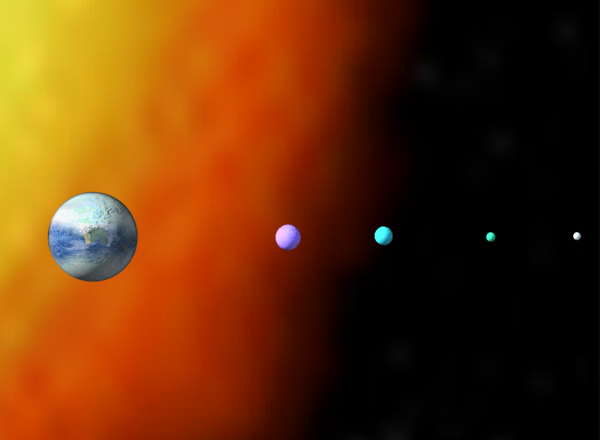
Darkover und seine vier Monde

Darkover hat seinen Namen von seiner roten Sonne, auch die Blutige Sonne genannt, die im Vergleich zu unserer Sonne nur wenig Licht erzeugt. Der Planet hat außerdem vier Monde (Mormallor, Idriel, Liriel und Kyrrdis).
Darkover selbst besteht aus vier großen geographischen Bereichen: einer warmen und windigen Wüste, einem ebenen, fast unbewaldeten Flachland, dicht bewaldeten Vor- und Hochgebirgen und Salzwiesen und Sümpfen am Meer.
Das Meer selbst ist kalt und wird von den Einwohnern außer zum Fischfang nicht besegelt. Große Entdeckerreisen zu Schiff werden von häufigen Stürmen verhindert. Generell sind die Wetterverhältnisse auf Darkover recht kühl und stürmisch, was, unter anderem, die Landwirtschaft beeinflusst. Edleres Obst und Gemüse wird deshalb für den bevorrechtigten Adel in Gewächshäusern herangezogen. Gerade in den Vorgebirgen zu den Hellers gibt es starke Stürme, so dass die Gebäude von sturmbrechenden Hügeln geschützt werden müssen. Lediglich die Wüste und die Wüstenrandgebiete haben ein relativ warmes Klima. Die langen Kälteperioden und die kurzen Wärmeperioden haben zur Folge, dass die Vegetation auf Darkover schon bei wenigen Plusgraden zu gedeihen beginnt.

## Romane (in interner chronologischer Reihenfolge)

### Die Landung
Aus dieser Periode existiert nur eine einzige Erzählung von Marion Zimmer Bradley. Ein terranisches Raumschiff, das Auswanderer vorwiegend spanischer und keltischer Abstammung zu einem zu kolonisierenden Planeten bringen soll, kommt vom Kurs ab und muss auf einem unbekannten Planeten notlanden, der eine rote Sonne umkreist. Es kommt zu Konflikten zwischen den Kolonistengruppen, die alternativ zum ursprünglichen Besiedlungsziel auf dem neuen Planeten eine Gesellschaft aufbauen wollen, und den Mitgliedern der Raumschiffbesatzung, die das Raumschiff wieder in Gang setzen wollen und nach dem Scheitern dieses Versuches alternativ dazu den Computer erhalten wollen, damit auch künftige Generationen von Nachkommen ihn zur Problemlösung heranziehen können.
Der Planet hat ein kaltes Klima und ist arm an Erzen sowie fossilen Brennstoffen, so dass Darkover aus eigener Kraft niemals eine technisierte Gesellschaft aufbauen kann. Um zu verhindern, dass eine Welt von technologiegläubigen Computeranbetern entsteht, die von der Erinnerung an eine glorreiche Vergangenheit bei den Sternen in ihrer eigenen Entwicklung gehindert wird, die mangels Rohstoffen niemals das Level der Vorfahren erreichen wird, zerstört der Kapitän am Ende den Computer selbst und hofft darauf, dass die Nachfahren bei der Besiedlung eine eigene Technologie entwickeln werden, die besser zur neuen Welt passt.
Die im Epilog erstmals erwähnten Matrixkristalle zur Fokussierung telepathischer Kräfte geben einen ersten Hinweis darauf, welche Formen diese Technologie annehmen wird.
1. Landung auf Darkover, 1973, ISBN 3-426-60958-4, (Darkover Landfall, 1972)

### Das Zeitalter des Chaos
Das Zeitalter des Chaos bezeichnet eine Periode der Kriege, etwa 1000 Jahre nach der Landung. Die Nachfahren der Kolonisten sind zu einem Volk von Ackerbauern geworden und haben ein feudales patriarchalisches System aufgebaut. Viele Darkovaner haben mentale Kräfte, Laran genannt, entwickelt, die durch bestimmte darkovanische Juwelen, auch Matrix oder Sternenstein genannt, noch verstärkt werden. Durch Zucht und Inzucht wurden bestimmte Gaben bei den herrschenden Familien gezielt herausgebildet. Andere mit starkem Laran bilden die „technologische“ Elite.
Laran wird in dieser Zeit vor allem als Waffe in den furchtbaren Kriegen eingesetzt, die den Planeten verwüsten. Die schlimmsten durch Laran hergestellten Waffen sind das Haftfeuer (engl. Clingfire) (möglicherweise eine Phosphor-Verbindung oder ein Napalm-ähnlicher Stoff) und der Knochenstaub, ein radioaktives Pulver, das ganze Landstriche unbewohnbar macht.
1. Herrin der Stürme, 1979, ISBN 3-426-62966-6 (Stormqueen! 1978)
2. Herrin der Falken, 1984, ISBN 3-426-62965-8 (Hawkmistress! 1982)

Zuletzt schrieb Marion Zimmer Bradley in Zusammenarbeit mit Deborah J. Ross an der Clingfire Trilogy. Von den drei Bänden blieben der zweite und der dritte nach dem Tod von Marion Zimmer Bradley unvollendet, wurden aber von Deborah J. Ross nach ihren Ideen und Konstrukten fortgeführt und vollendet.
1. Untergang von Neskaya, 2002, ISBN 3-442-24194-4 (The Fall of Neskaya 2001), mit Deborah J. Ross
2. Zandrus Schmiede, 2004, ISBN 3-442-24195-2 (Zandru's Forge 2003), von Deborah J. Ross
3. Die Flamme von Hali, 2006, ISBN 3-442-24196-0 (A Flame in Hali 2006), von Deborah J. Ross

Zeitlich gesehen ist der Roman Herrin der Falken in die Handlung von Zandrus Schmiede eingebettet.

### Die Zeit der Hundert Königreiche
Als Zeit der Hundert Königreiche werden die letzten 100 Jahre des Zeitalters des Chaos bezeichnet. Darkover ist in zahlreiche eigenständige Königreiche zersplittert, die unbarmherzig miteinander Krieg führen. Es zeichnet sich jedoch langsam eine Stabilisierung der Verhältnisse ab. Immer mehr Reiche schließen sich einem Pakt an, der die Anwendung von Laran-Waffen verbietet.
1. Die Zeit der Hundert Königreiche, 1982, ISBN 3-426-63478-3, (Two To Conquer, 1980)
2. Die Erben von Hammerfell, 1991, ISBN 3-426-60969-X, (The Heirs of Hammerfell, 1989)

### Die Wiederentdeckung / Die Zeit der Comyn
Etwa 500 Jahre nach der Zeit der Hundert Königreiche wird Darkover von einem terranischen Schiff wiederentdeckt. Die politische Lage ist mittlerweile stabilisiert, die Herrschaft liegt bei sieben Familien, den Comyn.
Die Zeit der Wiederentdeckung ist geprägt von einem Kulturschock bei den Darkovanern einerseits und durch Unverständnis seitens der Terraner andererseits. Darkover bekommt den Status eines geschützten Planeten, der den Technologie-Austausch zwischen beiden Planeten stark einschränkt.
1. An den Feuern von Hastur, 1994, ISBN 3-426-60970-3, (Rediscovery 1993) – zusammen mit Mercedes Lackey
2. Die zerbrochene Kette, 1978, ISBN 3-426-62554-7, (The Shattered Chain, 1976)
3. Das Zauberschwert, 1976, ISBN 3-426-60959-2, (The Spell Sword, 1974)
4. Der Verbotene Turm, 1981, ISBN 3-426-60962-2, (The Forbidden Tower, 1977)
5. Gildenhaus Thendara, 1986, ISBN 3-426-62555-5, (Thendara House, 1983)
6. Die schwarze Schwesternschaft, 1986, ISBN 3-426-62556-3, (City of Sorcery, 1984)
7. Die Kräfte der Comyn, 1966, ISBN 3-426-60955-X, (Star of Danger, 1965)
8. Die Winde von Darkover, 1971, ISBN 3-426-60956-8, (Winds of Darkover, 1970)

### Nach denComyn
Diese Phase der darkovanischen Geschichte beginnt etwa 100 Jahre nach der Wiederentdeckung. Terra unterhält mittlerweile bei Thendara, Darkovers größter Stadt, einen Weltraumbahnhof sowie einen Stützpunkt im Hellers-Gebirge. Durch einen immer stärker werdenden Wissensaustausch zwischen Darkovanern und Terranern verliert die Macht der Comyn immer mehr an Bedeutung. Die Terranische Föderation versucht, Darkover in den Status eines vollwertigen Mitglieds zu zwingen.
1. Retter des Planeten, 1962, ISBN 3-426-60982-7 (The Planet Savers, 1958), erschienen in Die Welt der Marion Zimmer Bradley
2. Die Blutige Sonne, 1967, ISBN 3-426-60953-3, (The Bloody Sun, 1964)
3. Hasturs Erbe, 1980, ISBN 3-426-60960-6, (The Heritage of Hastur, 1975)
4. Sharras Exil, 1983, ISBN 3-426-60965-7, (Sharra's Exile, 1981) – Neufassung von Das Schwert des Aldones, 1971, ISBN 3-8118-2860-6 (The Sword of Aldones, 1962)
5. Die Weltenzerstörer, 1973, ISBN 3-426-60957-6, (The World Wreckers, 1971)
6. Hastur Lord (Januar 2010) – geschrieben von Deborah J. Ross

### Der Marguerida-Alton-Zyklus
Die drei Bücher dieses Zyklus sind etwa 20 bis 50 Jahre nach den Weltenzerstörern angesiedelt. Marguerida Alton kehrt im Alter von 28 Jahren auf den Planeten ihrer Geburt zurück, den sie als kleines Mädchen verließ.
Die politische Situation in der terranischen Föderation hat sich mittlerweile stark in Richtung einer Militärdiktatur verändert. Ehrgeizige Militärs versuchen, den Status Darkovers als geschützte Welt zu brechen und dabei ist ihnen jedes Mittel recht. Allerdings werden sie schließlich von Darkover vertrieben.
Die Reihe wird nun mit „The Alton Gift“ fortgeführt. Dabei geht es vermehrt um die Probleme auf Darkover, welche seit dem Weggang der Terraner auftauchen. Es soll laut Ross auch wieder eine Trilogie werden.
1. Asharas Rückkehr, 1998, ISBN 3-426-60971-1, (Exile's Song, 1996), zusammen mit Adrienne Martine-Barnes
2. Die Schattenmatrix, 2000, ISBN 3-426-62148-7, (Shadow Matrix, 1998), zusammen mit Adrienne Martine-Barnes
3. Der Sohn des Verräters, 2002, ISBN 3-426-70305-X, (Traitor's Sun, 1999), zusammen mit Adrienne Martine-Barnes
4. The Alton Gift, 2007, geschrieben von Deborah J. Ross

## Darkovanisch als Sprache
Die von der Bevölkerung Darkovers gesprochene Sprache (Darkovanisch) kennt je nach Zeit, Gegend und sozialer Gruppe unterschiedliche Varianten (am wichtigsten Casta und Cahuenga, außerdem weitere regionale Dialekte und Sprachen z. B. in den Hellers und den Trockenstädten). Da in den Darkover-Romanen als Einsprengsel in den englischen bzw. übersetzten deutschen Text eine beachtliche Anzahl darkovanischer Passagen vorkommen, lässt sich die Sprache annäherungsweise erfassen und einordnen. Auf darkovanischen Internetseiten sind gar umfassende Wörterbücher erstellt worden, für die man sich um eine möglichst vollständige Verwertung der Texte Marion Zimmer Bradleys bemüht hat.
Darkovanisch lässt sich als konstruierte Sprache charakterisieren.
- Folgt man der Logik der Darkover-Romane, so geht sie auf die ersten Siedler zurück und ist vor allem aus spanischen und keltischen Elementen entstanden. Dazu kommen lateinische Elemente, vermittelt über den mit den ersten Siedlern auf Darkover gestrandeten Geistlichen und auch sekundär vermittelt über die Sprache der spanischen Siedler. Vereinzelt könnten englische Einflüsse hinzukommen, aufgrund der Weltsprache bzw. Raumfahrersprache zur Zeit der Besiedlung.
- Folgt man der Logik, welche Darkover als fiktive Schöpfung Marion Zimmer Bradleys betrachtet, so hat die Autorin als englische Muttersprachlerin spanisch-lateinische mit keltischen Sprachmerkmalen verbunden.

Aus beiden Interpretationsansätzen folgt die gleiche Gesamtbetrachtung: eine konstruierte Sprache, in der unbestimmt romanisches Vokabular leicht überwiegt und durch keltische Begriffe ergänzt wird.
Im Gegensatz zu anderen konstruierten Sprachen wie Sindarin und Quenya von Tolkien oder das Klingonisch von Marc Okrand ist die darkovanische Sprache nicht vollständig. Sie hat keine explizite Grammatik und auch der Wortschatz beschränkt sich auf einzelne Worte oder Phrasen.
Siehe auch: Konstruierte Sprache

## Darkover als Gegenwelt zur Erde
Das Motiv von Darkover als Gegenwelt zur Erde (im Buch „Terra“ genannt) durchzieht große Teile der Darkover-Literatur.

### Darkover versus Terra in der Welt der Romane
Neben dem Namen des Planeten steht Terra zudem für die von der Erde ausgehende und von Technik geprägte Zivilisation der Terranan, die ein Großreich im Weltraum errichten. Auf Darkover werden im Kontrast dazu Tätigkeiten auch gerne unter Zuhilfenahme der PSI-Kräfte durchgeführt, welche dort wirksam sind. Mitunter sind beide in Konkurrenz (etwa, wenn es um ein Erzlager geht, das die Comyn mit Geisteskraft statt Bergwerk heben wollen). Bradley beschreibt diese Konkurrenz pragmatisch: was funktioniert ist ok.
Darkover wird als Ort starker Emotionen, Grenzerfahrungen, unvorhergesehener Überraschungen und gefährlicher Abenteuer geschildert. Terra wirkt dagegen als langweilige, verplante, oberflächliche und von platter technologischer Rationalität bestimmte Welt.
Der Konflikt beim Zusammenprallen dieser Welten (vgl. Kampf der Kulturen) wird in der Regel nicht als gewaltsame militärische Auseinandersetzung geschildert, sondern als gefühlsbetonter Konflikt im Inneren einer Hauptperson, als ein ähnlicher Vorgang wie das Verlieben, das unwiderrufliche Zuwenden zu einem neu gefundenen Partner oder auch ähnlich wie die Konversion zu einer Religionsgemeinschaft. Die Hauptperson, die sich für Terra oder Darkover entscheiden muss und oft für Darkover entscheidet, ist häufig von terranischer oder gemischter Abstammung und findet auf Darkover zum einen ihre Heimat, zum anderen die Lösung für alle ihre alten Probleme, aber auch eine Reihe neuer Probleme, die viel schwerwiegender sind als die alten, aber etwas sind, wonach die Hauptperson unbewusst immer gesucht hat.

### Phantasiewelt versus Alltag der Leser
Die Leser leben meist im Alltag der Industriestaaten des Nordens, viele in Nordamerika, wie auch die Autorin Marion Zimmer Bradley. Das Gegenspiel "Darkover versus Terra" findet seine Entsprechung in ihrem Empfinden. Das Universum der Darkover-Bücher ist eine ausgeprägte Gegenwelt zum Alltag der lesenden Personen. Manche, die sich besonders mit der Phantasiewelt identifizieren, fühlen sich gar als lesenden „Terranan“, als Teil der Welt. Der gefühlsbetonte Konflikt im Inneren der Hauptperson wird vom Leser miterlebt, woraus sich der Erfolg der Darkover-Bücher mit erklärt. Am Ende des Buches trennen sich die Wege. Im Gegensatz zur Romanfigur muss der Leser zurück in den Alltag. Er erlebt das Abenteuer also risikolos mit, aber andererseits umfasst das Happy End leider nicht die eigene Person.
Da Darkover-Bücher sich auch außerhalb der USA starker Beliebtheit erfreuen, lässt sich feststellen, dass die geschilderte Motivationslage der Leser nicht auf Nordamerika beschränkt ist. Hierfür sind unterschiedliche Erklärungen denkbar. So mag eine oberflächliche US-amerikanische Alltagskultur auf viele andere Länder übergegriffen haben und ruft Gegenreaktionen hervor. Oder Marion Zimmer Bradley ist es gelungen, ein kulturübergreifendes Werk zu schaffen, in dem sie menschliche Universalkonflikte behandelt.

## Darkover außerhalb der Bücher von Marion Zimmer Bradley
Aus der oben beschriebene Faszination der Welt ist ansatzweise eine Gegenkultur von Darkover-Fans entstanden, in der Darkover über den unmittelbaren Inhalt der Bücher hinausgeht. Es entstehen neue Darkover-Texte (von anderen Autorinnen und Autoren), einige davon wurden von Marion Zimmer Bradley in Anthologien aufgenommen. Es gibt Treffen von Darkover-Fangruppen, und nicht zuletzt gibt es darkovanische Orte im Internet wie den Dalereuth-Turm, den Neskaya-Turm oder Gildenhäuser der Freien Amazonen. Die „Bewohner“ haben zum Teil darkovanische Identitäten angenommen, was eher als Rollenspiel und nicht als echter Identitätswechsel zu verstehen ist, wenngleich sich die Grenzen nur schwer definieren lassen.
Das „Darkover-Universum“ wird zurzeit auch nach dem Tode Bradleys von anderen Autoren weiterentwickelt.

### Darkover als Rollenspiel
Es gibt rund um die Welt Darkover mittlerweile mehrere Rollenspiele. Darunter sind literarische Online-Rollenspiele (Forenrollenspiel) ebenso vertreten wie Live-Rollenspiele (LARP). Bei beiden wird von der Spielleitung jeweils ein Handlungsrahmen (Plot) aufgesetzt, der in der Welt Darkover angesiedelt ist. In diesem Handlungsrahmen agieren die Spieler, die dazu in den Handlungsrahmen passende Identitäten (Character) annehmen.